# Alice Ogando
Alice Ogando Costa de Oliveira Brun (1900 - Lisboa, 22 de Janeiro de 1981) foi uma escritora portuguesa, tradutora de Stefan Zweig e autora de inúmeros textos originais e adaptações para o teatro que marcaram a rádio portuguesa até o início da década de 1970. Destacou-se sobretudo na produção de dramaturgia radiofónica, atividade que realizou por décadas, mas escreveu também guiões para cinema, literatura infantil  e, sob múltiplos pseudônimos, romances populares e publicou também poesia. Em 1921 casou com o escritor André Brun.

## Obras

### Poesia
- Intimidade (1927);
- Chama eterna (1930);

### Teatro
- Bonecas e pinguins  (1931);
- Canções da vida e da morte (1934);
- Mulheres: dois caminhos (1934);

### Romances
- Este pecado de amor... : oito histórias à maneira de teatro (1935);
- Onze Histórias e Um Sonho (1910);
- As Meninas dos Meus Olhos: contos infantis  (1934);
- Pena maior: romance (1935);
- O amor dos outros: romance (1935);
- O mistério do Maria do Céu  (1935);
- Marias da minha terra (1935);
- A mulher de amanhã: romance (1937);
- O meu sonho de papel: romance (1938);
- Eu sou um homem ilustre: romance (1941);
- Olhos de porcelana: romance (1942);
- Achei o meu coração: romance (1942);
- Annie, a preceptora: romance  (1942);
- Casei com uma actriz : romance (1942);
- Entrou-me um coração pela janela: romance (1942);
- Quem mora naquele moinho...: romance (1942);
- O meu noivo tem um tio: romance (1942);
- A mulher comprada: romance (1942);
- O segredo de Carla: romance  (1942)
- Uma mulher nasceu!: romance (1942);
- O senhor doutor acusa... (1942);
- O mundo somos nós dois: romance (1942);
- Quando o passado voltou : romance (1942);
- O teu marido sou eu: romance  (1942);
- Serás rainha: romance (1942);
- Sou uma mulher vulgar: romance (1942);
- Troquei minha mulher: romance (1942);
- Já era assim há cem anos: romance (1944);
- Canto da Primavera (1944);
- Divórcio (1944);
- Cinco brancos e um preto (1948).